# Sandalolitha robusta
Sandalolitha robusta — вид коралових поліпів родини Fungiidae.

## Поширення
Вид поширений у тропічних та субтропічних водах Індійського океану та на заході Тихого океану на глибині до 30 м.

## Опис
Великий, колоніальний корал, неприкріплений до субстрату, сірого забарвлення. Ці корали живуть у симбіозі з одноклітинними водоростями- зооксантелами.